# Steve Fritz
Stephen „Steve“ Thomas Fritz (* 1. November 1967 in Gypsum, Kansas) ist ein ehemaliger Leichtathlet aus den Vereinigten Staaten.

## Sportliche Karriere
Der 1,91 Meter große Steve Fritz spielte an der Kansas State University Basketball und betrieb gleichzeitig Leichtathletik. 1991 gewann er mit 8079 Punkten den Zehnkampf bei der Universiade in Sheffield.
Bei den Weltmeisterschaften 1993 in Stuttgart übertrafen elf Zehnkämpfer die Achttausend-Punkte-Marke, darunter alle drei Zehnkämpfer aus den Vereinigten Staaten. Dan O’Brien gewann den Weltmeistertitel, Steve Fritz wurde mit 8324 Punkten Siebter vor Rob Muzzio mit 8237 Punkten. Drei Wochen nach den Weltmeisterschaften in Stuttgart siegte Fritz beim Décastar in Talence mit 8317 Punkten. 1994 steigerte sich Fritz bei den US-Meisterschaften auf 8548 Punkte. Bei den Goodwill Games 1994 belegte Fritz den zweiten Platz hinter Dan O’Brien. 1996 bei den Olympischen Spielen in Atlanta hatten am Ende 22 Wettkämpfer mehr als 8000 Punkte. Fritz erreichte mit 8644 Punkten die beste Leistung seiner Karriere. Mit 20 Punkten Rückstand auf den drittplatzierten Tschechen Tomáš Dvořák belegte er den vierten Platz. Im Jahr darauf bei den Weltmeisterschaften 1997 in Athen übertrafen 14 Zehnkämpfer die 8000 Punkte, wobei Fritz als einziger Vertreter der Vereinigten Staaten seinen Wettkampf beendete. Mit 8463 Punkten erreichte er den vierten Platz, hatte aber fast 200 Punkte Rückstand auf die Medaillenränge.
Steve Fritz trat auch zum Hallen-Siebenkampf an und erreichte 1996 seine Bestleistung von 6213 Punkten. Anfang 1997 belegte er mit 6008 Punkten den sechsten Platz bei den Hallenweltmeisterschaften in Paris-Bercy.
Nach seiner Karriere arbeitete Fritz als Trainer für Leichtathletik und Basketball an der Kansas State University, seine Frau coachte das Volleyballteam.